# Sans-serif

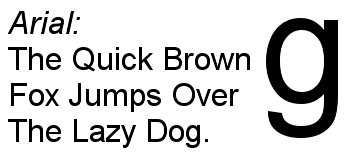
Teckensnittet Arial är en sans-serif

En sans-serif är ett typsnitt utan seriffer. De flesta sans-serif-typsnitt är grotesker (linjärer). Det finns dock typsnitt som saknar serifer men som inte är linjärer, till exempel semilinjären Optima.
Exempel på sans-serif-typsnitt är Arial, Calibri, Helvetica, Tratex och Verdana.

## Sans-serif inom CSS
sans-serif är ett giltigt värde för egenskapen font-family i Cascading Style Sheets (ofta förkortat CSS). Om egenskapen font-family ges värdet sans-serif, så använder webbläsaren ett teckensnitt med låg kontrast och utan tvärstreck eller annan utsmyckning.